# Tour de San Luis 2008
La 2e édition du Tour de San Luis s'est déroulée du 22 au 27 janvier 2008 sur 5 étapes. La victoire finale est revenue à l'Argentin Martín Garrido.

## Étapes
| Étape     | Date       | Villes étapes               |                             | Distance (km) | Vainqueur d’étape   | Leader du classement général |
| --------- | ---------- | --------------------------- | --------------------------- | ------------- | ------------------- | ---------------------------- |
| Prologue  | 22 janvier | San Luis                    | Contre-la-montre individuel | 3,5           | Martín Garrido      | Martín Garrido               |
| 1re étape | 23 janvier | San Luis - Villa Mercedes   |                             | 168,4         | Juan José Haedo     | Martín Garrido               |
| 2e étape  | 8 juillet  | La Toma - Merlo             |                             | 168,7         | Maximiliano Richeze | Martín Garrido               |
| 3e étape  | 9 juillet  | San Luis - San Luis         |                             | 19,8          | Martín Garrido      | Martín Garrido               |
| 4e étape  | 10 juillet | San Luis – Saladillo        |                             | 157,8         | Carlos José Ochoa   | Martín Garrido               |
| 5e étape  | 11 juillet | San Luis – Puente Derivador |                             | 144,4         | Juan José Haedo     | Martín Garrido               |

## Classements finals

### Classement général
| 1. | Martín Garrido    | Palmeiras Resort-Tavira      | en | 15 h 31 min 21 s |
| 2. | Gerardo Fernández | Sélection Argentine          | +  | 1 min 06 s       |
| 3. | Jorge Giacinti    | Scott/Marcondes              |    | 1 min 09 s       |
| 4. | Carlos José Ochoa | Serramenti PVC Diquigiovanni |    | 1 min 10 s       |
| 5. | Magno Prado       | Scott/Marcondes              |    | 1 min 11 s       |